# Národní park Isalo
Isalo je národní park o rozloze 815 km², nacházející se nedaleko městečka Ranohira v regionu Ihorombe na jihozápadě Madagaskaru. Chráněná oblast byla vyhlášena v roce 1962 a v roce 1999 získala postavení jednoho z pětadvaceti madagaskarských národních parků. Isalo je relativně dobře přístupné pro turisty, protože leží nedaleko hlavní silnice z Antananariva do Toliary. Původní obyvateli regionu jsou Barové, pastevci zebu známí svým zvykem pohřbívat mrtvé v jeskyních.
Krajina je hornatá, nejvyšší vrchol má nadmořskou výšku 1268 m. Geologicky je tvořena převážně jurskými pískovci a vápenci, které eroze zformovala do množství bizarních skalních útvarů (např. populární Isalo Window) a hlubokých kaňonů. Podnebí je suché a tropické, s průměrnými teplotami 24 °C v lednu, 18 °C v červnu a ročními srážkami okolo 800 mm. Období dešťů trvá od prosince do března.
Roste zde okolo čtyř set druhů rostlin, mnoho z nich je endemických. Vegetaci tvoří savana nebo řídké suché lesy, okolo řek a jezer se nacházejí palmové oázy. Typickými rostlinami jsou Bismarckia nobilis, aloe, chrysalidokarpus, pachypodium, barvínkovec, Sarcolaena isaloensis a orchidej Erasanthe henrici.
K místní fauně náleží 82 druhů ptáků, 33 druhů plazů, 15 druhů žab a 14 druhů savců. Hlavní atrakcí pro návštěvníky jsou vzácní lemuři (lemur kata, lemur rudočelý, sifaka malý, maki trpasličí a maki žlutohnědý), madagaskarským endemitem je také pavrápenec Commersonův. Z ptáků zde žijí káně madagaskarská, luňák hnědý, sokol stěhovavý, jestřábec madagaskarský, kladivouš africký, volavka rusohlavá, ibis madagaskarský, potápka malá, husička vdovka, koroptev madagaskarská, konipas madagaskarský a skalník savanový. Typickými obojživelníky jsou parosnička šperková, mantela modronohá a létavka běloretá, největším hadem je nejedovatý hroznýš Dumerilův, park obývá také mnoho druhů chameleonů.